# Ligier
Ligier Group es una marca de automóviles francesa creada por el expiloto Guy Ligier. A día de hoy es una empresa especializada en la fabricación de todo tipo de vehículos sin conductor, con la producción centralizada en Francia y presencia comercial en 11 países europeos Ligier es conocida por su participación como escudería en el campeonato mundial de Fórmula 1 entre 1976 y 1996.

## Historia
La firma entró en el mercado del automóvil con el Ligier JS 2: un deportivo considerado por muchos como un automóvil muy bien diseñado impulsado en un principio por un motor V6 de Maserati y con un modelo final con motor Citroën SM. Ambos producidos en la fábrica de Ligier en Vichy.
En 1973, debido a la crisis energética, las ventas del JS 2 disminuyeron drásticamante, lo que hizo que Ligier cesara la producción de automóviles deportivos y se reconvirtiera a la fabricación de microcoches.

### Fórmula 1
La firma es más conocida mundialmente debido a su paso por la Fórmula 1. Ligier entró en  este campeonato en 1976 tras la desaparición de la escudería Safir en la pretemporada de 1976. Ligier en sus inicios, era un monoplaza competitivo, con un automóvil con motor Matra V12 con el que consiguió ganar al año siguiente un gran premio con la conducción de Jacques Laffite.
El equipo duro hasta 1996, con 9 victorias, la última se destaca en el Gran Premio de Mónaco de 1996 con Oliver Panis. El equipo sería comprado por el expiloto de F1 Alain Prost, pasando a denominarse Prost Grand Prix.

## Modelos

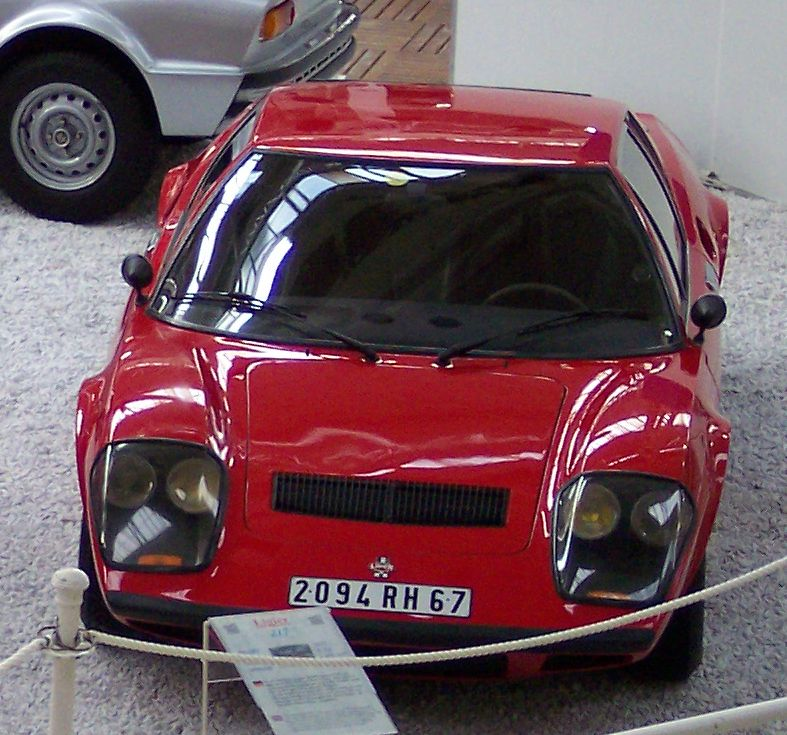
Ligier JS2.

La línea de modelos Ligier se compone actualmente de la línea de microcoches Ligier JS 50 y Ligier Myli, la línea profesional Ligier Professional ( Cuadriciclo pesado y ligero ) de pequeños vehículos comerciales, con dos motorizaciones, tanto en motor diésel cómo en motor eléctrico.  

## Motor REVO D+
El REVO D+ es un motor diésel desarrollado, gestionado y evolucionado en las instalaciones del Ligier Group Europa, situadas en Abrest (Francia), para su uso en cuadriciclos ligeros. Esta motorización, introducida en 2024, cumple con la normativa europea de emisiones Euro 5+, en vigor desde el 1 de enero de 2025.
Entre sus principales características técnicas, el REVO D+ ofrece una cilindrada de 499,8 cc, un par motor de 27 Nm entre 2000 y 2700 rpm, y una potencia de 6 kW. El consumo homologado es de 3,0 l/100 km en ciclo WMTC, con unas emisiones de CO₂ de 78 g/km, lo que representa una reducción del 12 % respecto a la generación anterior.
Desde el punto de vista de confort, este motor destaca por sus bajas vibraciones y nivel sonoro reducido, además de incorporar tecnologías como inyección common rail de alta presión, convertidor catalítico SCR y sistema Easy Park para facilitar maniobras a baja velocidad.
Este motor equipa a modelos como el Ligier JS50 y Ligier Myli, que ha sido adaptado en 2025 con dos opciones de propulsión (diésel y eléctrica) y múltiples acabados, destacando por su tecnología actualizada a la nueva legislación europea de motores Euro 5 +, equipamiento de confort y seguridad, y una respuesta dinámica superior en su segmento.